# 남양주 안빈묘
안빈묘(安嬪墓)는 대한민국 경기도 남양주시에 있는 조선 효종의 후궁 안빈 이씨의 무덤이다. 1693년(숙종 19년) 음력 10월 23일에 안빈 이씨가 사망하자 같은 해 음력 12월 5일에 현재의 자리에 조성되었다.

## 개요
조선 17대 효종(재위 1649∼1659)의 후궁 안빈 이씨(1622~1693)의 무덤이다. 안빈 이씨는 병자호란때 봉림대군(효종)이 청에 볼모로 가자 심양까지 따라가 봉림대군을 모셨다고 한다. 효종이 왕위에 오른 후 후궁이 되었으며, 1686년(숙종 12)에 안빈에 책봉되었다. 효종 사이에서 숙녕옹주를 낳았다.
묘소에는 문석인, 망주석, 장명등, 상석, 묘표석 등이 있으며, 묘표석 앞면에는 ‘조선국안빈경주이씨지묘(朝鮮國安嬪慶州李氏之墓)’라 새겨져 있다.
남양주 안빈묘는 사적지 원형 보존과 훼손 방지를 위하여 비공개로 관리중이다.

## 참고 문헌
- 남양주 안빈묘 - 국가유산청 국가유산포털